# Arcola (Illinois)
Arcola is een plaats (city) in de Amerikaanse staat Illinois, en valt bestuurlijk gezien onder Douglas County.

## Demografie
Bij de volkstelling in 2000 werd het aantal inwoners vastgesteld op 2652.
In 2006 is het aantal inwoners door het United States Census Bureau geschat op 2642, een daling van 10 (-0,4%).

## Geografie
Volgens het United States Census Bureau beslaat de plaats een oppervlakte van
3,5 km², geheel bestaande uit land. Arcola ligt op ongeveer 200 m boven zeeniveau.

## Plaatsen in de nabije omgeving
De onderstaande figuur toont nabijgelegen plaatsen in een straal van 20 km rond Arcola.